# زمین‌لرزه ۱۹۸۳ کاستاریکا
زمین‌لرزه کاستاریکا  در تاریخ ۳ آوریل ۱۹۸۳ میلادی، برابر با ‎۱۴ فروردین ۱۳۶۲، ساعت ۲:۵۰:۰۱ به زمان یوتی‌سی در کاستاریکا رخ داد. ژرفای این زلزله ۵۷ کیلومتر بود، و بزرگی آن ۷٫۴ در مقیاس Mw اعلام شده‌است. زمین‌لرزه به وقت محلی در روز شنبه، ساعت ۲۰ روی داده و منطقه زمانی آن یوتی‌سی -۶ بوده‌است .
سازمان زمین‌شناسی آمریکا نیز رومرکز این زمین‌لرزه را در مختصات ۸°۴۳′۰۱″شمالی ۸۳°۰۷′۲۳″غربی / ۸٫۷۱۷°شمالی ۸۳٫۱۲۳°غربی و ژرفای آن را در ۳۷ کیلومتر گزارش کرده‌است. بزرگی برگزیدهٔ این سازمان از میان بزرگیهای محاسبه‌شدهٔ مختلف ۷٫۳ در مقیاس Ms بوده و از دید اثر، در میان چهار دسته‌بندی «نامحسوس»، «محسوس»، «زیان‌آور» یا «با تلفات»، زلزله را «با تلفات» اعلام کرده‌است.
پروژهٔ «تنسور گشتاور مرکزوار» زاویه‌های (راستا، شیب، ریک) گسل سازندهٔ زمین‌لرزه و صفحه عمود بر آن را (°۳۱۰، °۲۵، °۱۱۰) یا (°۱۰۸، °۶۷، °۸۱) و نوع گسل را «معکوس» فرارسانده‌است.
شمار کشتگان زلزله حدود ۱ نفر بوده‌است.